# Lijst van bestuurders van de Volkenbond
De structuur van de Volkenbond bestond uit een algemene vergadering en een vertegenwoordiger, de secretaris-generaal. 

## Secretarissen-generaal
- Eric Drummond (1920–1933)
- Joseph Avenol (1933–1940)
- Seán Lester (1940–1946)

## Voorzitters van de vergadering
- Léon Bourgeois (1920)
- Paul Hymans (1920–1921)
- Herman Adriaan van Karnebeek (1921–1922)
- Agustín Edwards (1922–1923)
- Cosme de la Torriente y Peraza (1923–1924)
- Giuseppe Motta (1924–1925)
- Raoul Dandurand (1925–1926)
- Afonso Augusto da Costa (1926)
- Momčilo Ninčić (1926–1927)
- Alberto Guani (1927–1928)
- Herluf Zahle (1928–1929)
- José Gustavo Guerrero (1929–1930)
- Nicolae Titulescu (1930–1932)
- Paul Hymans (1932–1933)
- Charles Theodore Te Water (1933–1934)
- Rickard Sandler (1934)
- Francisco Castillo Najera (1934–1935)
- Edvard Beneš (1935–1936)
- Carlos Saavedra Lamas (1936–1937)
- Tevfik Rustu Aras (1937)
- Aga Khan III (1937–1938)
- Éamon de Valera (1938–1939)
- Carl Joachim Hambro (1939–1946)